# Крсто Папић
Крсто Папић (Вучји До, 7. децембар 1933 — Загреб, 7. фебруар 2013) био је српски редитељ и сценариста црногорског порекла.

## Биографија
Крсто Папић је рођен у Вучјем Долу у околини Никшића. Дипломирао је на Филозофском факултету у Загребу. Први играни филм Илузија је снимио 1967. а 1969. године други филм Лисице који је био његов најуспешнији филм. Режирао је и написао сценарио и за неколико документарних филмова.

## Филмографија
| Год.     | Назив                            | Жанр  | Награда |
| -------- | -------------------------------- | ----- | ------- |
| 1960.-те |                                  |       |         |
| 1965.    | Кључ                             | драма |         |
| 1967.    | Илузија                          | драма |         |
| 1968.    | Кад те моја чакија убоде         |       |         |
| 1969.    | Чвор                             |       |         |
| 1970.-те |                                  |       |         |
| 1970.    | Лисице                           | драма |         |
| 1971.    | Мала сеоска приредба             |       |         |
| 1971.    | Нек се чује и наш глас           |       |         |
| 1972.    | Специјални влакови               |       |         |
| 1974.    | Рибари из Урка                   |       |         |
| 1974.    | Представа Хамлета у Мрдуши Доњој |       |         |
| 1975.    | Једно мало путовање              |       |         |
| 1976.    | Избавитељ                        | хорор |         |
| 1980.-те |                                  |       |         |
| 1980.    | Тајна Николе Тесле               |       |         |
| 1981.    | 50 година Борова                 |       |         |
| 1983.    | Прича о обући Борово             |       |         |
| 1988.    | Живот са стрицем                 | драма |         |
| 1990.-те |                                  |       |         |
| 1991.    | Прича из Хрватске                | драма |         |
| 1999.    | Кад мртви запјевају              | драма |         |
| 2000.-те |                                  |       |         |
| 2003.    | Инфекција                        | хорор |         |
| 2010.-те |                                  |       |         |
| 2012.    | Цвјетни трг                      | драма |         |

## Награде
Филмски фестивал у Пули
- 1969 — Златна арена за најбољи филм и режију